# 7342 Uchinoura
A 7342 Uchinoura (ideiglenes jelöléssel 1992 FB1) a Naprendszer kisbolygóövében található aszteroida. Endate Kin és Vatanabe Kazuró fedezte fel 1992. március 23-án.